# Krisiun
Krisiun est un groupe de brutal death metal brésilien, originaire de Porto Alegre, Rio Grande do Sul. Depuis sa formation en 1990, le groupe compte deux démos, Evil Age en 1991 et Curse of the Evil One en 1992, et un EP intitulé Unmerciful Order en 1993. Après avoir signé au label Dynamo Records, Krisiun publie son premier album studio, Black Force Domain, en 1995, suivi par Apocalyptic Revelation, en 1998. Ils  signent ensuite avec la major Century Media en 1999, y publiant huit albums.

## Biographie

### Débuts (1990–1998)
Krisiun est formé en 1990 dans le Rio Grande do Sul, par trois frères : le chanteur et bassiste Alex Camargo, le guitariste  Moyses Kolesne et le batteur Max Kolesne (Alex utilise le nom de sa mère). Ils se lancent intensément en tournée en Amérique du Nord, en Amérique du Sud et en Europe, enregistrant dans la foulée un DVD pendant leur performances en Pologne. Le groupe s'inspire des premiers albums de Sodom, Kreator, Morbid Angel et Slayer. Ils enregistrent deux démos — Evil Age (1991) et The Plague (1992) —, avant de se délocaliser à São Paulo en 1995.
L'EP Unmerciful Order permet au groupe de gagner une certaine notoriété, et leur statut se confirme avec la sortie de leur premier album Black Force Domain (comme trio) en 1995. Les albums suivants se caractérisent par un son plus brutal death metal. Le label GUN Records réédite leur album Black Force Domain en 1997. Le groupe part en tournée la même année avec Richthofen, Dimmu Borgir et Kreator,. En août 1998, ils sortent leur album Apocalyptic Revelation, enregistré aux Musiclab Studios en Allemagne avec Simon Fuhrmann. En février 1999, le groupe effectue sa première tournée nord-américaine avec Incantation et Angel Corpse,.

### Popularité (1999–2009)

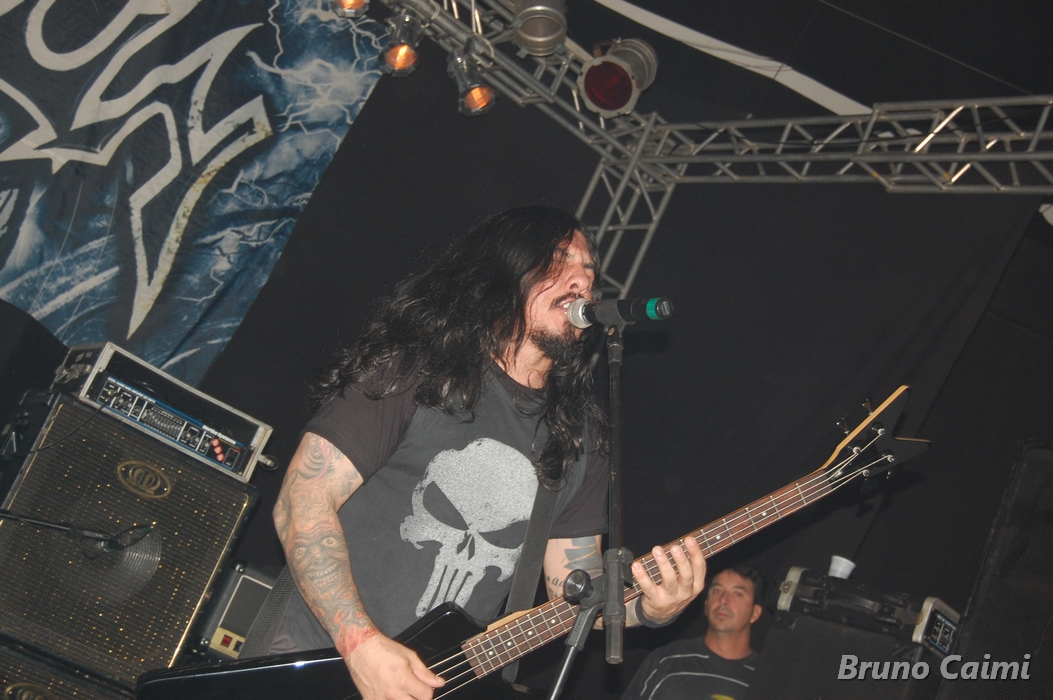
Alex Camargo sur scène.

Krisiun signe au label Century Media Records et réédite encore Black Force Domain en 1999, avec l'ajout des chansons bonus Nuclear Winter, une reprise de Sodom, Total Death de Kreator. En mars 2000 sort l'album Conquerors of Armageddon, produit par Eric Rutan de Morbid Angel au Stage One Studio. En soutien à l'album, le groupe tourne avec Satyricon, Immortal et Angel Corpse en Amérique. Au milieu de la tournée, cependant, Pete Helmkamp quitte le groupe, ce qui mène Carmago à s'occuper du chant.
En 2001, le groupe publie l'album Ageless Venomous, produit par Tchello Martin. La sortie suit d'une tournée en Europe, en Amérique, en Russie et au Japon. Le groupe se popularise encore en participant au festival Thrash 'em All en Pologne et en Russie avec Vader, Lux Occulta et Behemoth. En novembre 2001, le groupe joue sept dates au Royaume-Uni et en Irlande avec Cannibal Corpse et Kreator, puis en Europe avant de jouer avec Marduk, Dark Funeral, Nile et Crematory aux festivals X-Mass. Toujours en 2001, le groupe participe au Wacken Open Air. En 2002, le guitariste Altemir Souza est tué lors d'un accident de moto. Krisiun annonce des dates européennes avec Vader pour fin août 2002 avec Decapitated et Prejudice,. Leur nouvel album, Works of Carnage, est produit par le guitariste Pierre Rémillard d'Obliveon, et publié en octobre 2003. Le groupe annonce une tournée américaine pour novembre 2003 avec notamment Hate Eternal et Deicide.
En février et mars 2007, le groupe se lance dans une tournée nord-américaine avec Unleashed, Belphegor et Hatesphere. Le groupe passe les mois de mai et juin 2007 en Europe avec Immolation et Grave. Au début de septembre 2007, ils tournent dans le nord de l'Europe. Les deux dernières semaines du mois, le groupe les passent en Russie au Flaming Arts Festival. En octobre 2007, Krisiun tourne en Pologne dans les Balkans avec Vader, Incantation et Rotting Christ. En avril et mai 2008, ils enregistrent leur dernier album au Stage One Studio de Borgentreich, en Allemagne. Il est produit par Andy Classen qui les a aidé sur les albums Conquerors of Armageddon et AssassiNation. Le nouvel album s'intitule Southern Storm, et est publié le 21 juillet 2008 en Europe par le label Century Media Records. Il comprend douze chansons, dont une reprise de Refuse/Resist de Sepultura. En 2009, ils tournent en Europe avec Nile et aux États-Unis en 2010 avec Nile et Immolation.

### Continuité (depuis 2010)
En 2011 sort l'album The Great Execution, qui fait participer João Gordo, chanteur de Ratos de Porão, et Marcello Caminha. En 2012, ils jouent à Munich, avec Malevolent Creation, Vital Remains, Karnak et Pestifer.
Au début de 2015, le groupe termine l'enregistrement d'un nouvel album, Forged in Fury, prévu pour le 7 août au label Century Media. La couverture est réalisée par Joe Petagno (Marduk, Vader), et produit par Erik Rutan. En septembre et octobre 2015, ils participent à la tournée nord-américaine The Devastation on the Nation avec Origin, Aeon, Alterbeast, Soreption et Ingested.

## Membres

### Membres actuels
- Alex Camargo – basse, chant (depuis 1990)
- Moyses Kolesne – guitare (depuis 1990)
- Max Kolesne – batterie (depuis 1990)

### Anciens membres
- Altemir Souza – guitare (1990–1993 ; décédé en 2002)
- Mauricio Nogueira – guitare (1994)

## Discographie
- 1992 : The Plague (démo)
- 1993 : Curse of the Evil One (EP)
- 1993 : Krisiun/Harmony Dies (split)
- 1994 : Unmerciful Order (EP)
- 1995 : Black Force Domain
- 1998 : Apocalyptic Revelation
- 2000 : Conquerors of Armageddon
- 2001 : Ageless Venomous
- 2003 : Works of Carnage
- 2004 : Bloodshed
- 2005 : Live Armageddon (DVD)
- 2006 : AssassiNation
- 2006 : Southern Storm
- 2011 : The Great Execution
- 2012 : Arise from Blackness
- 2015 : Forged in Fury
- 2018 : Scourge of the Enthroned
- 2022 : Mortem Solis